# Генрі Клей Фрік
Генрі Клей Фрік (англ. Henry Clay Frick; нар. 19 грудня 1849 — пом. 2 грудня 1919) — американський промисловець, фінансист і меценат. Він заснував H. C. Frick & Company - компанію з виробництва коксу, був головою Карнегі Стіл Компані, і зіграв важливу роль у формуванні гіганта U.S. Steel - концерну з виробництва сталі. Він також фінансував будівництво Пенсільванської залізниці та Рідінг компані і був власником великих володінь нерухомістю в Піттсбурзі і на всій території штату Пенсільванія. Пізніше він побудував історичну будівлю неокласичного архітектурного стилю на Мангеттені, відому під назвою "Особняк Фріка", а після смерті заповів її разом зі своєю великою колекцією картин старих майстрів і чудовими меблями для створення відомого художнього музею Колекція Фріка.
Часто називався сучасниками та істориками «людиною, яку найбільше всього ненавидять в Америці» і «найгіршим американським керуючим всіх часів» за жорсткість і відсутність моралі при веденні бізнесу.
У 1892 році на Фріка здійснив невдалий замах Олександр Беркман.